# Celetná
Celetná è una strada che si trova nella Città Vecchia di Praga e che collega la Staroměstské náměstí con la Porta delle Polveri. 
Celetná in passato era una strada commerciale di Praga che prendeva il nome dal pane che veniva cotto nella zona durante il Medioevo. Oggi molte delle case che sorgono sulla via sono state ristrutturate rispettando gli originari stili barocchi e classici, mentre diversi edifici mantengono ancora le fondazioni romanici e gotici. 

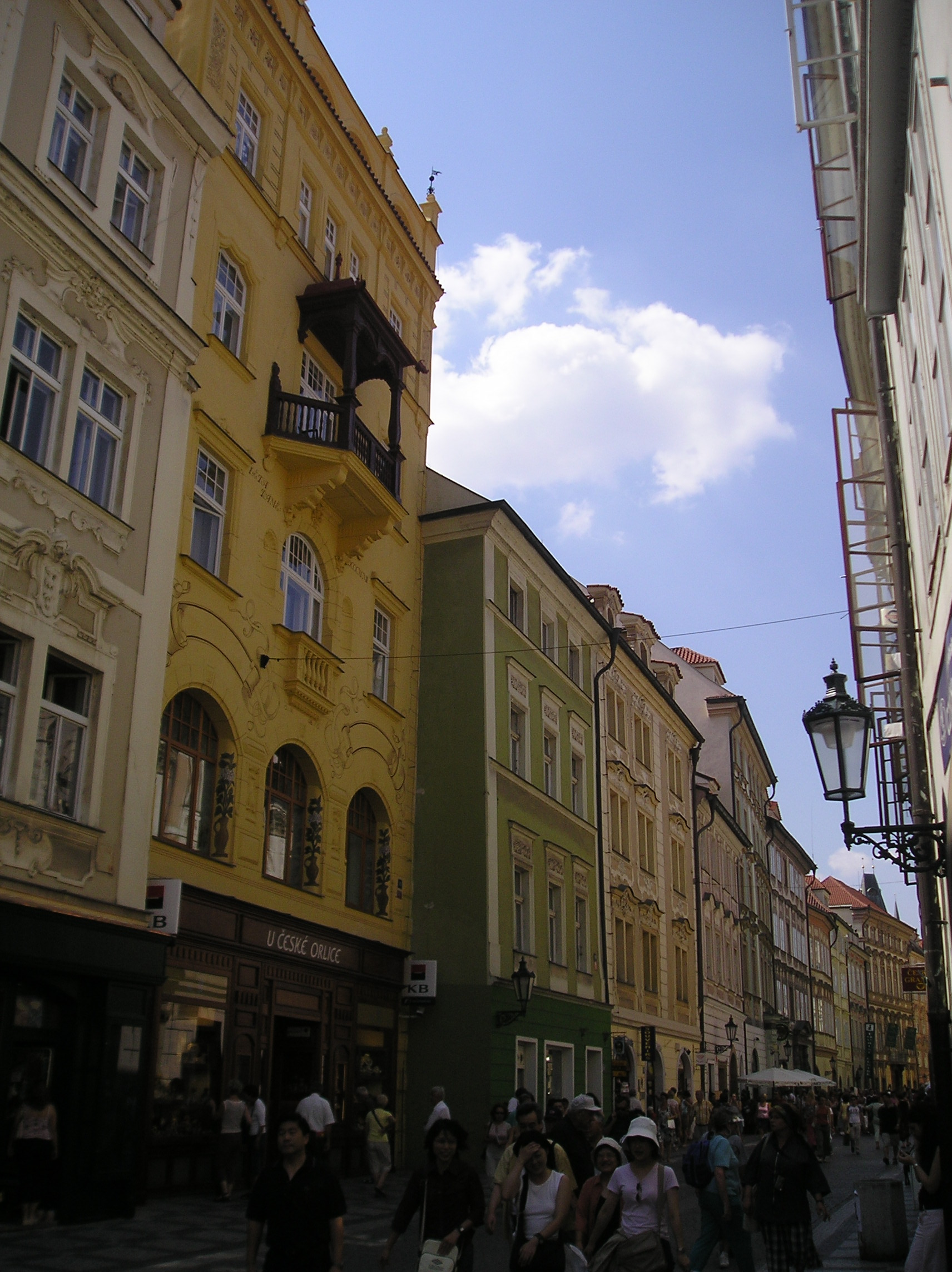
La strada

Un altro edificio particolare che sorge nella via è la Casa della Madonna Nera di ispirazione cubista e progettato da Josef Gočár.
Franz Kafka è stato avvocato al Palazzo Pachta, al n. 36. Visse con la sua famiglia dal 1888 al 1889 al n. 2 e al n. 3 dal 1896 al 1907, in una casa addossata alla Chiesa di Týn.